# بالرین (فیلم ۲۰۲۵)
بالرین (به انگلیسی: Ballerina) یک فیلم اکشن و دلهره‌آور آمریکایی محصول سال ۲۰۲۵ به کارگردانی و نویسندگی لن وایزمن است. این پنجمین فیلم از مجموعه‌فیلم‌های جان ویک در نظر گرفته شده است. در این فیلم آنا د آرماس در نقش رونی، یک بالرینِ قاتل ظاهر می‌شود، که قبلاً توسط یونیتی فیلان در جان ویک: بخش ۳ – پارابلوم (۲۰۱۹) به تصویر کشیده شده‌بود، آنجلیکا هیوستون، گابریل بیرن، کاتالینا ساندینو مورنو، نورمن ریدس، و ایان مک‌شین و کیانو ریوز به ترتیب در نقش‌های وینستون اسکات و جان ویک حضور دارند.
در سال ۲۰۱۷، لاینزگیت فیلمز فیلم‌نامه گمانی هتن را برای فیلم خریداری کرد، که منجر به مشارکت او در نوشتن فیلمنامه نهایی پارابلوم و همچنین گرفتن مقام نویسنده اصلی برای بخش ۴ شد. در اکتبر ۲۰۱۹، وایزمن به عنوان کارگردان انتخاب شد و چاد استاهلسکی تا مهٔ ۲۰۲۰ به عنوان تهیه‌کننده تأیید شد. فیلم بالرین رسماً در آوریل ۲۰۲۲ اعلام شد و تأیید شد که د آرماس در نقش اصلی جایگزین یونیتی فیلان (که نقش این شخصیت را در پارابلوم ایفا کرده بود) خواهد شد؛ تا دسامبر همان سال، باقی بازیگران اصلی نیز انتخاب شدند. تصویربرداری اصلی فیلم به زودی پس از آن آغاز شد و در پراگ، جمهوری چک فیلمبرداری شد. صحنه‌های اکشن اضافی از فوریه ۲۰۲۴ فیلمبرداری شد.
بالرین در تاریخ ۶ ژوئن ۲۰۲۵، با یک سال تأخیر نسبت به برنامهٔ اولیه، توسط استودیوی لایِنزگِیت در ایالات متحده به‌صورت سینمایی اکران شد. این اثر با نقدهای عمدتاً مثبت از سوی منتقدان روبه‌رو شد؛ به‌ویژه سکانس‌های اکشن، سبک بصری، کارگردانی، بازی د آرماس و روایت داستان مورد تحسین قرار گرفت. این فیلم با بودجهٔ تولید ۹۰ میلیون دلاری توانست فروش جهانی ۱۳۲ میلیون دلاری در گیشه ثبت کند.

## داستان
ایو ماکارو دختر دو قاتل حرفه‌ای از گروه‌های متخاصم است؛ پدرش خاویِر از شاخهٔ روسکا روما و مادرش عضوی از فرقه‌ای ناشناس با گرایش‌های شبه‌مذهبی. در کودکی، ایو توسط پدرش از فرقه جدا می‌شود که این اقدام به کشته‌شدن مادرش منجر می‌گردد. برای بازپس‌گیری ایو، اعضای فرقه به رهبری چانسلر خانه‌شان را مورد حمله قرار می‌دهند و در جریان درگیری، خاویِر جان خود را فدای فرار دخترش می‌کند. پس از این ماجرا، وینستون اسکات، مدیر هتل کانتیننتال نیویورک، ایو را به روسکا روما معرفی می‌کند؛ جایی که او با مدیر و مربی‌اش نوگی آشنا می‌شود و تصمیم به پیوستن می‌گیرد.
در طول ۱۲ سال آموزش سخت، ایو در رشتهٔ باله و فنون محافظت و قتل تعلیم می‌بیند و برای ایفای نقش یک کیکیمورا آماده می‌شود. در این مدت، با جان ویک روبه‌رو می‌شود که برای گرفتن مجوز عبور به کازابلانکا نزد مدیر آمده بود. جان به ایو توصیه می‌کند مسیر خشونت‌آمیز را رها کند، اما ایو بی‌توجه ادامه می‌دهد. پس از فارغ‌التحصیلی—که با قتل یکی از هم‌قطارانش همراه است—ایو نخستین مأموریت محافظت خود را با موفقیت انجام می‌دهد.
در ادامه، او پس از انجام قراردادی توسط قاتلی ناشناس مورد حمله قرار می‌گیرد و درمی‌یابد که مهاجم از اعضای فرقه بوده است. ایو علی‌رغم هشدار مدیر دربارهٔ آتش‌بس قدیمی میان فرقه و روسکا روما، برای انتقام تصمیم به تحقیق بیشتر می‌گیرد. او به کانتیننتال نیویورک بازمی‌گردد و از وینستون دربارهٔ دنیل پاین، یکی از اعضای فرقه که در کانتیننتال پراگ اقامت دارد، اطلاعاتی کسب می‌کند. پس از سفر به پراگ، ایو در اتاق پاین دختر او الا را می‌یابد که از چنگ فرقه گریخته است. این دیدار توسط لنا—یکی از اعضای فرقه—ردیابی می‌شود و با افزایش جایزهٔ پاین، مهاجمان فراوانی به اتاق هجوم می‌آورند. پاین قبل از مرگش، الا را به ایو می‌سپارد. اما در هنگام خروج، پاین هدف گلوله قرار می‌گیرد و الا توسط مهاجمان اسیر می‌شود؛ ایو زخمی شده ولی از اتهام درگیری تبرئه می‌گردد.
با کمک یک دلال اسلحه به‌نام فرانک، ایو محل استقرار فرقه را در شهر هال‌اشتات اتریش شناسایی می‌کند اما بلافاصله توسط اهالی—که همگی عضو فرقه‌اند—مورد حمله قرار می‌گیرد و اسیر می‌شود. در بازجویی توسط چانسلر، مشخص می‌شود که دنیل پاین فرزند او و الا نوه‌اش است. در این میان، لنا به‌عنوان خواهر گمشدهٔ ایو معرفی می‌شود که در کودکی توسط پدرشان، خاویِر، رها شده بود. پس از گفت‌وگوی خواهرانه، چانسلر دستور قتل هر دو را صادر می‌کند؛ اما تنها لنا کشته شده و ایو موفق به فرار می‌گردد.
چانسلر با تماس با مدیر روسکا روما، رسماً جنگ علیه این گروه را اعلام می‌کند. مدیر در پاسخ ادعا می‌کند که ایو از سازمان جدا شده و برای جلب رضایت چانسلر، جان ویک را مأمور حذف او می‌کند. جان به هال‌اشتات رفته و پس از شکست دادن ایو، او را زنده می‌گذارد و وعده می‌دهد که اگر تا نیمه‌شب چانسلر را نکشد، خودش مأموریت را تمام خواهد کرد. ایو مجدداً وارد نبرد می‌شود و با کمک غیرمستقیم جان، دکس و چند عضو دیگر فرقه را از میان برمی‌دارد. در پایان، چانسلر هنگام فرار با الا، توسط ایو متوقف می‌شود و علی‌رغم تلاش برای مذاکره، کشته می‌شود.
پس از مرگ چانسلر، الا به پراگ بازمی‌گردد و به پدرش که در حال بهبودی است ملحق می‌شود. ایو که از روسکا روما جدا شده، به کانتیننتال نیویورک پناه می‌آورد. وینستون به او هشدار می‌دهد که بقایای فرقه برای انتقام به‌دنبال او خواهند آمد. در هنگام تماشای اجرای بالهٔ دوستش تاتیانا، ایو از تعیین جایزهٔ ۵ میلیون دلاری برای سرش باخبر می‌شود و سالن را ترک می‌کند.

## بازیگران
- آنا د آرماس در نقش ایو ماکارو/ رونی: یک بالرین و قاتل که با شکار قاتلان خانواده‌اش به دنبال انتقام است. این شخصیت قبلاً توسط یونیتی فیلان در جان ویک: بخش ۳ – پارابلوم (۲۰۱۹) به تصویر کشیده شده بود.
- آنجلیکا هیوستون
- کاتالینا ساندینو مورنو
- نورمن ریدس
- لنس ردیک در نقش شارون، نگهبان هتل کانتیننتال در نیویورک.
- ایان مک‌شین در نقش وینستون اسکات: مالک مرموز هتل کانتیننتال.[۸]
- کیانو ریوز در نقش جردانی جوونوویچ / جان ویک: مردی که به عنوان یکی از خطرناک‌ترین قاتل‌ها شناخته می‌شود و در دنیای زیرین آدمکش‌ها با ترس از او با عنوان «بابا یاگا» یاد می‌کنند.[۹]

## تولید
در ماه مه ۲۰۲۰، گزارش شد که استودیو به دنبال یک بازیگر است و در ابتدا با کلویی گریس مورتس وارد مذاکره شد ولی به نتیجه نرسید. در اکتبر ۲۰۲۱، آنا د آرماس برای به تصویر کشیدن شخصیت اصلی، یک بالرین-قاتل به نام رونی، وارد مذاکره شد و جایگزین یونیتی فیلان شد، که قبلاً این شخصیت را در جان ویک: بخش ۳ – پارابلوم (۲۰۱۹) به تصویر کشیده بود. تا اینکه در آوریل ۲۰۲۲ در کمپانی سازنده رسماً اعلام کرد که آنا د آرماس در نقش اصلی بازی خواهد کرد.

## بازخورد

### گیشه
تا ۱۳ ژوئیهٔ ۲۰۲۵، بالرین مجموعاً ۵۸ میلیون دلار در ایالات متحده و کانادا و ۷۴ میلیون دلار در دیگر مناطق جهان فروش داشته است؛ مجموع فروش جهانی آن به ۱۳۲ میلیون دلار می‌رسد.
در ایالات متحده و کانادا، پیش‌بینی شده بود که فیلم در هفتهٔ افتتاحیه‌اش از ۳٬۴۰۹ سالن سینما بین ۲۸ تا ۳۰ میلیون دلار فروش کند. در روز اول اکران، فیلم موفق به کسب ۱۰٫۵ میلیون دلار شد که شامل ۳٫۷۵ میلیون دلار از پیش‌نمایش‌های پنج‌شنبه بود. در نهایت، با فروش ۲۴٫۵ میلیون دلاری در پایان هفتهٔ نخست، اندکی کمتر از برآوردها ظاهر شد و پس از فیلم لیلو و استیچ—که همچنان در حال اکران بود—در رتبهٔ دوم قرار گرفت. در دومین هفتهٔ اکران، فروش فیلم به ۹٫۴ میلیون دلار کاهش یافت که نشان‌دهندهٔ افت ۶۲ درصدی بود؛ در جدول فروش به جایگاه پنجم سقوط کرد، پس از مأموریت: غیرممکن – روزشمار نهایی، مادی‌گرایان، لیلو و استیچ و چگونه اژدهای خود را تربیت کنیم.

### واکنش انتقادی
این فیلم واکنش‌های مثبتی از منتقدان دریافت کرد. در وبگاه جمع‌آوری نقد راتن تومیتوز، ٪۷۶ از ۲۸۵ بررسی منتقدان مثبت است. اجماع این وبگاه چنین می‌نویسد: «با تجهیز آنا د آرماس سخت‌گیر و بی‌احساس به طراحی صحنه‌های اکشن خلاقانه و خشن، و بهره‌گیری از یک داستان منشأ خوش‌ذوق و غیرعادی، بالرین با ظرافت تمام در مرکز دنیای [جان] ویک جای می‌گیرد.» این فیلم در متاکریتیک که از میانگین وزنی استفاده می‌کند، بر اساس نظر ۴۹ منتقدین امتیاز ۵۹ از ۱۰۰ را کسب کرده که نشان‌گر «نقدهای مختلط یا متوسط» است. در نظرسنجی سینماسکور، مخاطبان به فیلم میانگین نمرهٔ «A–» (در مقیاس A+ تا F) دادند؛ در حالی‌که نظرسنجی پست‌ترک نشان داد ۸۷٪ از مخاطبان نظر مثبت داشتند و ۷۹٪ اعلام کردند که قطعاً این فیلم را به دیگران توصیه می‌کنند.